# 2. Badminton-Bundesliga 1992/93
Die 2. Badminton-Bundesliga 1992/93 als zweithöchste deutsche Spielklasse in der Sportart Badminton war in vier Staffeln unterteilt, in der jeweils acht Teams gegeneinander antraten. In die 1. Bundesliga stieg der VfL 93 Hamburg auf. Nach der Saison wurde die 2. Bundesliga von vier auf zwei Staffeln reduziert.

## 2. Bundesliga Nord
Abschlusstabelle
| Platz | Mannschaft            | Spiele |
| ----- | --------------------- | ------ |
| 1.    | VfL 93 Hamburg        | 16     |
| 2.    | VfL Berliner Lehrer   | 16     |
| 3.    | TSV Glinde            | 16     |
| 4.    | SC Siemensstadt       | 16     |
| 5.    | BV Gifhorn            | 16     |
| 6.    | BSV Greifswald        | 16     |
| 7.    | Polizei SV Bremen (N) | 16     |
| 8.    | Berliner SC (N)       | 16     |
| 9.    | VfL Wolfsburg         | 16     |

## 2. Bundesliga West
Abschlusstabelle
| Platz | Mannschaft              | Spiele |
| ----- | ----------------------- | ------ |
| 1.    | Ohligser TV             | 14     |
| 2.    | TTC Brauweiler 1948 (A) | 14     |
| 3.    | Bottroper BG            | 14     |
| 4.    | BV Wesel Rot-Weiss      | 14     |
| 5.    | BSC Gütersloh           | 14     |
| 6.    | TV Blomberg (N)         | 14     |
| 7.    | 1. BC Beuel (N)         | 14     |
| 8.    | 1. BC/TuB Bocholt (N)   | 14     |

## 2. Bundesliga Mitte
Abschlusstabelle
| Platz | Mannschaft              | Spiele |
| ----- | ----------------------- | ------ |
| 1.    | SV Unkel                | 14     |
| 2.    | VfB Linz (N)            | 14     |
| 3.    | 1. BV Maintal           | 14     |
| 4.    | TG Hanau                | 14     |
| 5.    | PSV Grün-Weiß Wiesbaden | 14     |
| 6.    | TuS Wiebelskirchen 2    | 14     |
| 7.    | PSV Ludwigshafen        | 14     |
| 8.    | VfN Hattersheim         | 14     |

## 2. Bundesliga Südost
Abschlusstabelle
| Platz | Mannschaft                | Spiele |
| ----- | ------------------------- | ------ |
| 1.    | VfB Friedrichshafen       | 16     |
| 2.    | ESV Neuaubing             | 16     |
| 3.    | SG Neckarau/Wiesloch (N)  | 16     |
| 4.    | TSV Neuhausen-Nymphenburg | 16     |
| 5.    | TuS/SG Schorndorf         | 16     |
| 6.    | SG Robur Zittau           | 16     |
| 7.    | VfL Sindelfingen          | 16     |
| 8.    | SG Siemens Erlangen       | 16     |
| 9.    | SV Siemens Nürnberg (N)   | 16     |